# DIGNITY
DIGNITY (tidligere RCT som var en forkortelse for Rehabiliterings- og Forskningscentret for Torturofre), er en dansk selvejende institution, der arbejder mod tortur.
DIGNITY's hovedopgaver er:
- Klinisk forskning
- Behandling og rehabilitering af torturoverlevere
- International udvikling
- Metodeudvikling
- Undervisning

## Historie
RCT blev etableret i 1982 og udsprang oprindelig af Amnesty Internationals lægegruppe, som blev etableret i 1974. Centret arbejdede oprindeligt med kun, at behandle og rehabilitere mennesker der havde overlevet tortur. Men i dag er kampen lige så meget at bekæmpe tortur og organiseret vold gennem netværksarbejde med andre menneskerettigheds-organisationer.
Den 30. oktober 2012 skiftede RCT navn til det nuværende DIGNITY.

## Arbejde
Centret arbejder såvel nationalt som internationalt. Det internationale sker bl.a. gennem regionale initiativer i eksempelvis Asien